# Corniche Lyautey
 (septembre 2016).
Si vous disposez d'ouvrages ou d'articles de référence ou si vous connaissez des sites web de qualité traitant du thème abordé ici, merci de compléter l'article en donnant les références utiles à sa vérifiabilité et en les liant à la section « Notes et références ».
La corniche Lyautey est l’une des quatre corniches militaires qui subsistent en France aujourd'hui. Il s’agit d’une organisation d'étudiants de CPGE du lycée militaire d’Aix-en-Provence, placée sous le patronage du maréchal Lyautey et ayant pour but de promouvoir à travers des activités sportives et de tradition, des valeurs militaires en vue de la préparation au concours de l'École spéciale militaire de Saint-Cyr, de l'École Navale, de l'École de l'Air et de l’École nationale des sciences et techniques avancées .
Ses membres sont appelés « cadets » (ou KD dans la graphie estudiantine propre au lycée), et portent un calot bleu ciel à crête rouge sang. Elle est traditionnellement liée à la montagne Sainte-Victoire dont elle est symbole d'espérance.

## Historique
C’est d’abord à Paris, en raison du grand nombre de candidats à l’École spéciale militaire de Saint-Cyr, qu’une nouvelle Corniche est créée au lycée Louis-le-Grand. Les élèves demandent son nom et sa devise au Maréchal Lyautey (1854†1934) et la cérémonie de parrainage a lieu le 2 décembre 1933 dans la cour des Invalides.
Le Lycée militaire d'Aix-en-Provence ne reçoit ses classes préparatoires à l'École spéciale militaire de Saint-Cyr, deux classes qui prennent le nom de Cyr, qu'en 1956. L'élève Georges Scheffer propose alors le nom de Lyautey comme parrain à ses camarades qui acceptent. Après l'accord donné par le dernier descendant de la famille Lyautey, la demande officielle est faite et le 9 décembre 1956, le fanion de la Corniche est remis à la section par le Gouverneur de Marseille lors de son baptême, prenant le nom officiel de Corniche Lyautey.
En 1957, la cérémonie du 2S, inspirée des traditions de l’École spéciale militaire de Saint-Cyr et commémorant la victoire d'Austerlitz, s'enrichit d'une reconstitution historique dans la cour de l'école, quartier Miollis.
Les années 1970 connaissent une évolution nette où les activités se structurent. Cette évolution repose sur la nomination de responsables, les Présidents des élèves, que l'usage verbal transforme en Zidents puis Z. Ceux-ci sont désignés parmi les élèves en tenant compte de leur ascendant sur leurs camarades, de leur valeur morale, intellectuelle et physique. Le Z-géné est quant à lui l'intermédiaire entre les élèves de la Corniche et le commandant de compagnie et veille au maintien des traditions.

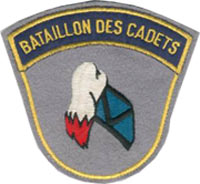
Écusson du bataillon des Cadets, créé en 1971.

À partir de 1971, les activités de tradition vont être l'œuvre du Z-géné assisté d'un VZ et d'un maître de cérémonie. Elles s'orientent vers le respect des valeurs militaires mais sont aussi fortement empreintes d'humour. En 1973, le Z-géné s'entoure de deux VZ : un VZ sciences et un VZ lettres et cette même année, pour le 10 A 168, le grand trio procède à un binômage des Cyrs. Ainsi chaque Cyr d'anciens parraine dorénavant une Cyr d'élèves de première année pour constituer ensemble une Corniche : 
- cyr 1 et cyr 3 avec cyr 11 : corniche Zirnheld et Brunet de Sairigne
- cyr 2 et cyr 12 : corniche tradi-école Lyautey
- cyr 4 et cyr 13 : corniche Jeanpierre
- cyr 5 et Cyr 14 : corniche Vercors
- cyr 6 et cyr 15 : corniche centenaire de Camerone
- cyr 7 et cyr 16 : corniche Rhin et Danube

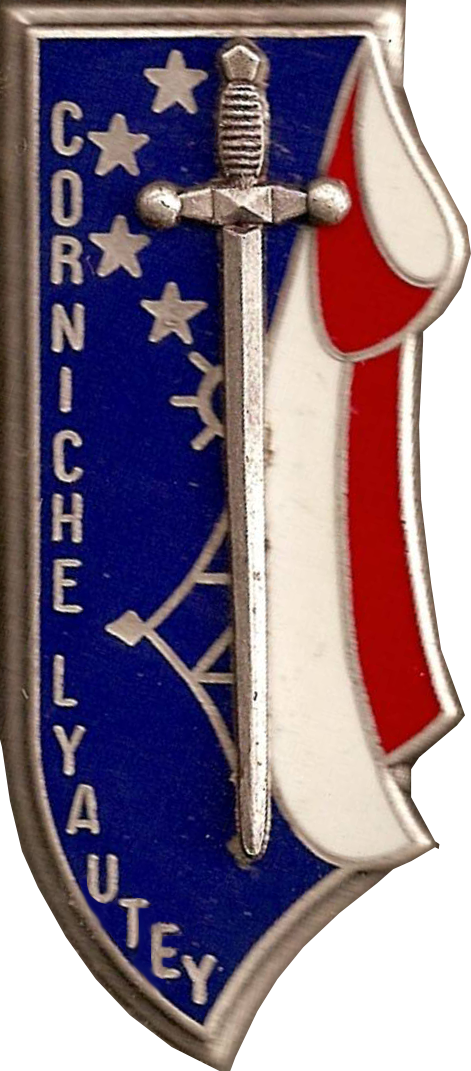
L'insigne de la Corniche Lyautey dont la description héraldique est : d'azur à 4 étoiles d'or accompagnée d'une Croix du Sud de même, chargé à senestre d'un burnous d'argent et de gueules portant à Sextre en lettres d'or la légende « Corniche Lyautey », une épée basse d'argent brochant sur le tout.

L'année 1975 voit s'instituer une nouvelle tradition : la remise d'un calot à crête rouge lors du 2S. Il correspond au baptême des bizuths de la Corniche qui reçoivent une réduction d'insigne en forme de casoar de la main de leurs anciens.
En 1976, à l'occasion du 2S, la promotion Maréchal Lyautey de l’École spéciale militaire de Saint-Cyr (1935-1937) se réunit à l'école et transmet le flambeau à la Corniche. La Corniche Lyautey peut alors inaugurer l'année suivante une salle Lyautey créée à l'initiative du Z-géné, le cadet Soulier. Véritable cœur de la Corniche, elle rassemble aussi bien les souvenirs du Maréchal que des objets et documents retraçant l'histoire de l’École spéciale militaire de Saint-Cyr et des grandes écoles militaires. Elle constitue un point de rassemblement pour tous les cadets mais pour en préserver le caractère solennel, les élèves de première année n'y sont admis que peu avant le 2S.
En 1979 est créé l'insigne de la Corniche.
D'autres activités plus ou moins suivies s'enchaînent ayant pour but de favoriser la cohésion des élèves de première année, leur faire connaître l'histoire et les traditions de la Spéciale sans toutefois chercher à les copier. Face à la multiplication de ces activités, le Z-géné s'entoure de délégués. Le cadet Mignau instaure en 1974 un bural des ministres tradi. Réactualisé en 1980 par le Z-géné Monbelli-Valloire. Enfin en 1983, le cadet Briane crée un conseil de Corniche. Outre les Z, il rassemble un ensemble de dignitaires, maître de cérémonie, connétables, gardes des sceaux, chanceliers, ambassadeurs, etc. Ces années correspondent à la maturité des traditions et toutes ces évolutions s'accompagnent de nombreuses innovations. Le cadet Briane instaure en particulier un carnet de parrainage destiné à recueillir l'arbre généalogique des filleuls et le cursus de chacun des cadets.
Puis le commandement prend des mesures pour orienter les élèves vers leur seul objectif scolaire. En 1994, le chef de bataillon Pierron commandant les classes préparatoires réhabilite la Corniche dans une charte des traditions propre. Son préambule précise que les activités péri-scolaires se justifient seulement si elles visent à développer les vertus que l'on souhaite trouver chez un futur officier, comme en tout homme responsable, quelle que soit sa fonction, se destinant au service de son pays. Aussi l'organisation des activités de tradition doit-elle s'inscrire dans un concept d'apprentissage des responsabilités individuelles et collectives, effectué sous la tutelle de l'encadrement du lycée. Cette structure s'officialise également avec la création d'une association loi de 1901 « Corniche Lyautey » (devenue le 22 janvier 2004 l'association « Les Prépas »).